# Club informatique pénitentiaire
Le Club informatique pénitentiaire, abrégé CLIP, est une association de bénévoles créée en 1985 par deux étudiants issus du Groupement étudiant national d'enseignement aux personnes incarcérées (GENEPI).

## Positionnement
Elle est apolitique et aconfessionnelle, elle fonctionne sous convention avec l'administration pénitentiaire.
Les formateurs de CLIP, après une période d'information et d'essai, s'engagent pour une durée d'un an minimum à consacrer une ou deux demi-journées par semaine à des personnes détenues, qu'ils initient à la pratique de la bureautique et de l'informatique.

## Mode d'action
Les salles de formation n'étant pas connectées à Internet, la formation s'appuie sur un outil numérique installé dans de nombreux établissements. Les apprenants peuvent ainsi compléter les acquisitions obtenues avec l'aide du formateur par des accès à des ressources numériques d'auto apprentissage. Des formations plus spécialisées, réalisation de sites web, initiation à la robotique, sont pratiquées dans certains centres.
Le CLIP intervient dans une cinquantaine d'établissements pénitentiaires et dispense environ 15 000 heures de formation chaque année à environ 2 500 apprenants. Des adhérents du CLIP interviennent de septembre à juin. Pendant les mois de juillet et août, le CLIP propose des stages à temps plein à des étudiants. Depuis 2018, le CLIP intervient aussi en milieu ouvert avec un programme d'incitation à un usage responsable de l'internet ouvert aux PPSMJ. Le CLIP est adhérent de la FARAPEJ.